# Poa pilcomayensis
Poa pilcomayensis är en gräsart som beskrevs av Eduard Hackel. Poa pilcomayensis ingår i släktet gröen, och familjen gräs. Inga underarter finns listade i Catalogue of Life.